# Объекты культурного наследия города Донецка (Ростовская область)
Объекты культурного наследия города Донецка — это церковь и здания, представляющие историко-культурную ценность, которые находятся в городе Донецке Ростовской области
.

## История и описание
Успенская православная церковь с колокольней является объектом культурного наследия регионального значения.
Успенская православная церковь или Храм Успения Пресвятой Богородицы была возведена в 1861 году.
До наших дней сохранился резной иконостас гундоровской святыни — один из старейших и красивейших на Дону.
Попечителем постройки иконостаса был священник Иаков Семенов. Также свой вклад в постройку иконостаса внесли: станичный атаман урядник Герасимов, хорунжие Афанасий Аникин, Степан Попов, Гаврила Ершов, Алексей Харитонов, Ефим Шевырев, Семен Давыдов, казаки: Григорий Борисов, Филипп Скляров, Алексей Кондратьев.
Успенская церковь одна из 84 действующих храмов на Донской земле, которая уцелела в годы гонений. Современная настенная живопись принадлежит талантливым художникам Г. Д. Старых и С. Н. Мищук. Фонари и металлическая храмовая дверь изготовлены по эскизам художника Старых Г. Д. на Донецком экскаваторном заводе.
На заднем дворе Храма расположены захоронения полковника Георгия Георгиевича Власова, архидьякона Василия Андреевича Протапопова, иеромонаха Митрофания, скончавшегося в 2008 году.
Храмовые праздники: Успения Пресвятой Богородицы — 28 августа, Святителя Митрофания Воронежского — 6 декабря.
По ул. Братьев Дорошевых, 30/23, ул. Советская находится здание, построенное в 1872 году. Это бывший Курень казаков — купцов Беликовых. Является объектом культурного наследия. В настоящее время в этом здании находится библиотека имени М. А. Шолохова. Часть здания отделана сайдингом, очень сильно портит историческую красоту куреня.
Гундоровское казачье приходское училище для мальчиков, располагалось по ул. Братьев Дорошевых, 40/17. Здание было построено в 1869 году и принадлежало братьям Дорошевым. Также является объектом культурного наследия. Сейчас в этом старом здании находится местная больница со старинным названием «Амбулатория».
Объектом культурного наследия является Ансамбль Гундоровской церковно-приходской школы с подворьем и каменным зданием ремесленных мастерских по ул. Советская, 51, построенное в 1906 году. Здесь находится муниципальное бюджетное общеобразовательное учреждение средняя общеобразовательная школа № 1 имени Гриши Акулова муниципального образования «Город Донецк».

## Фотогалерея

Объекты культурного наследия города Донецка
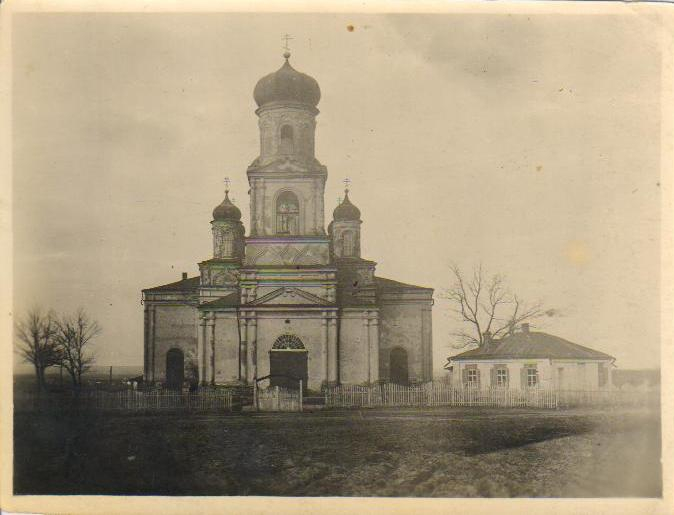
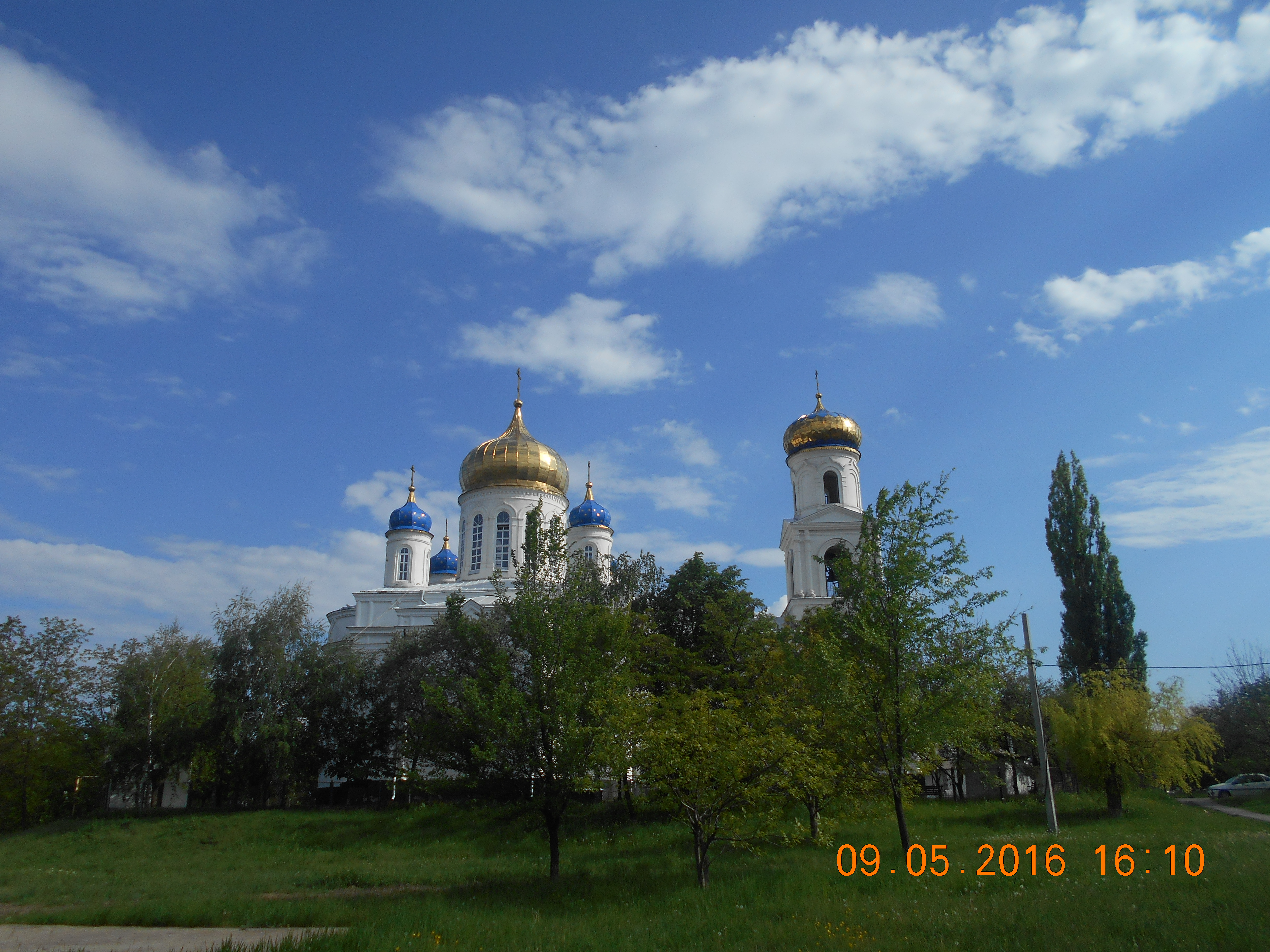
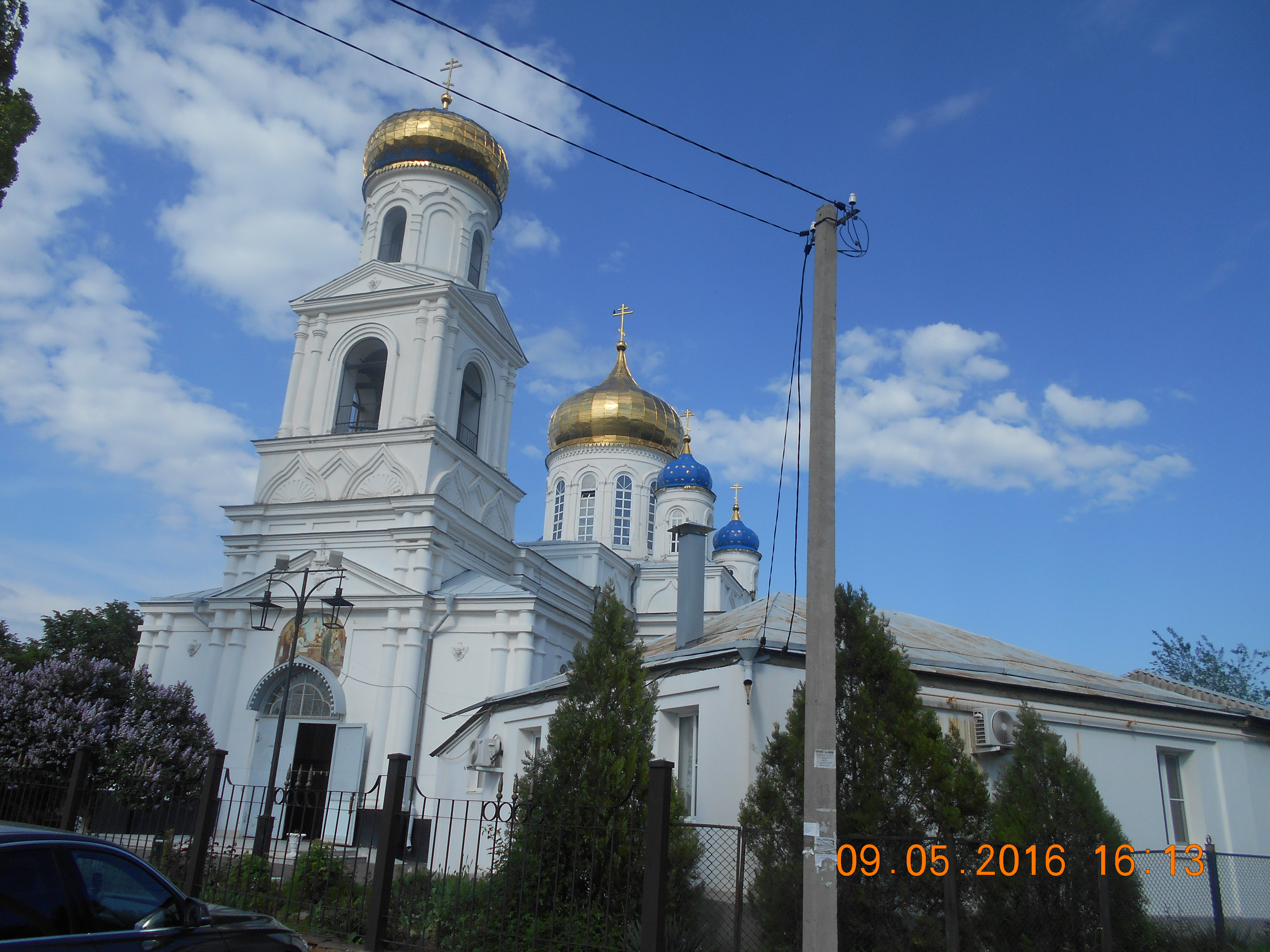
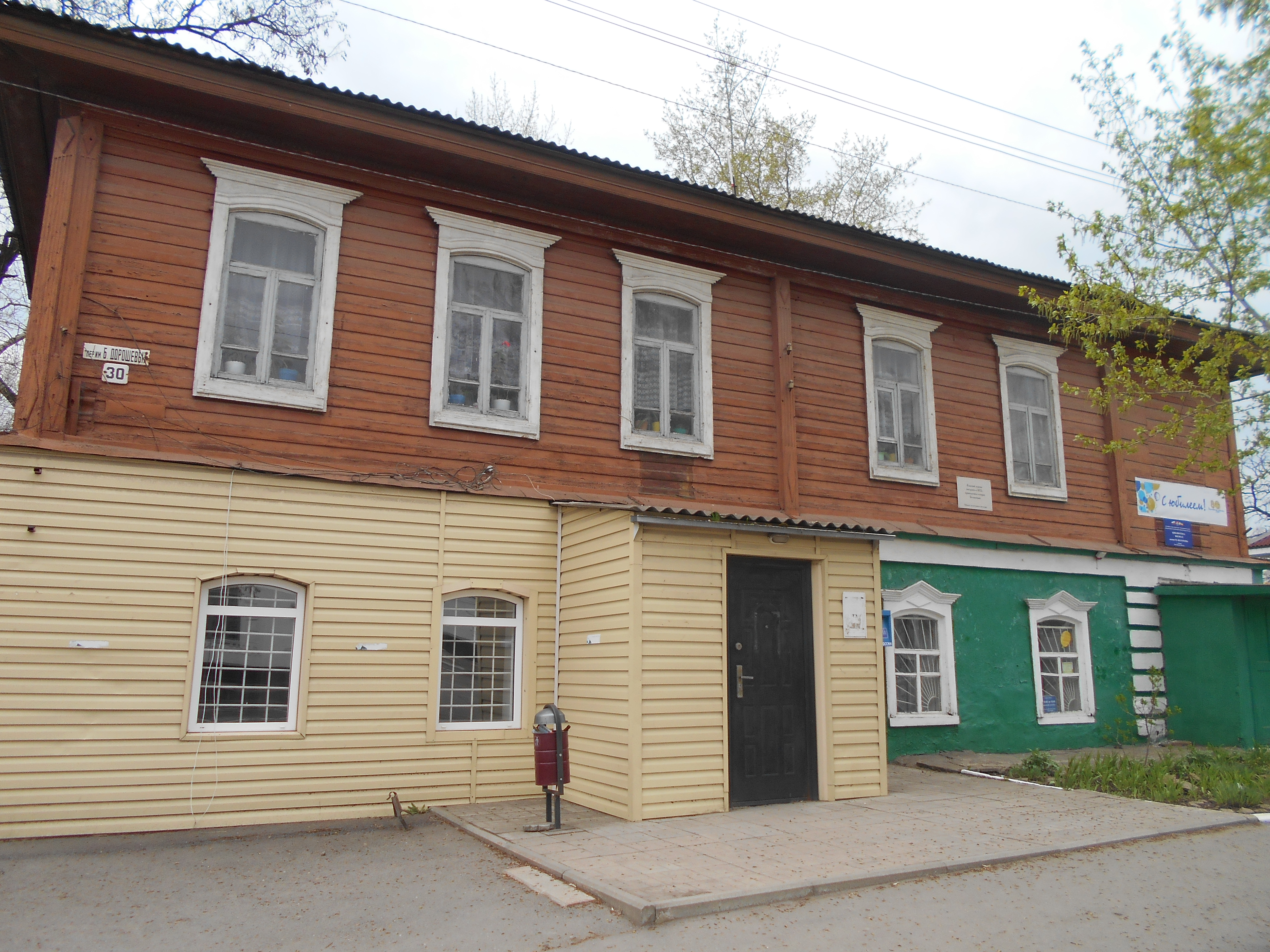
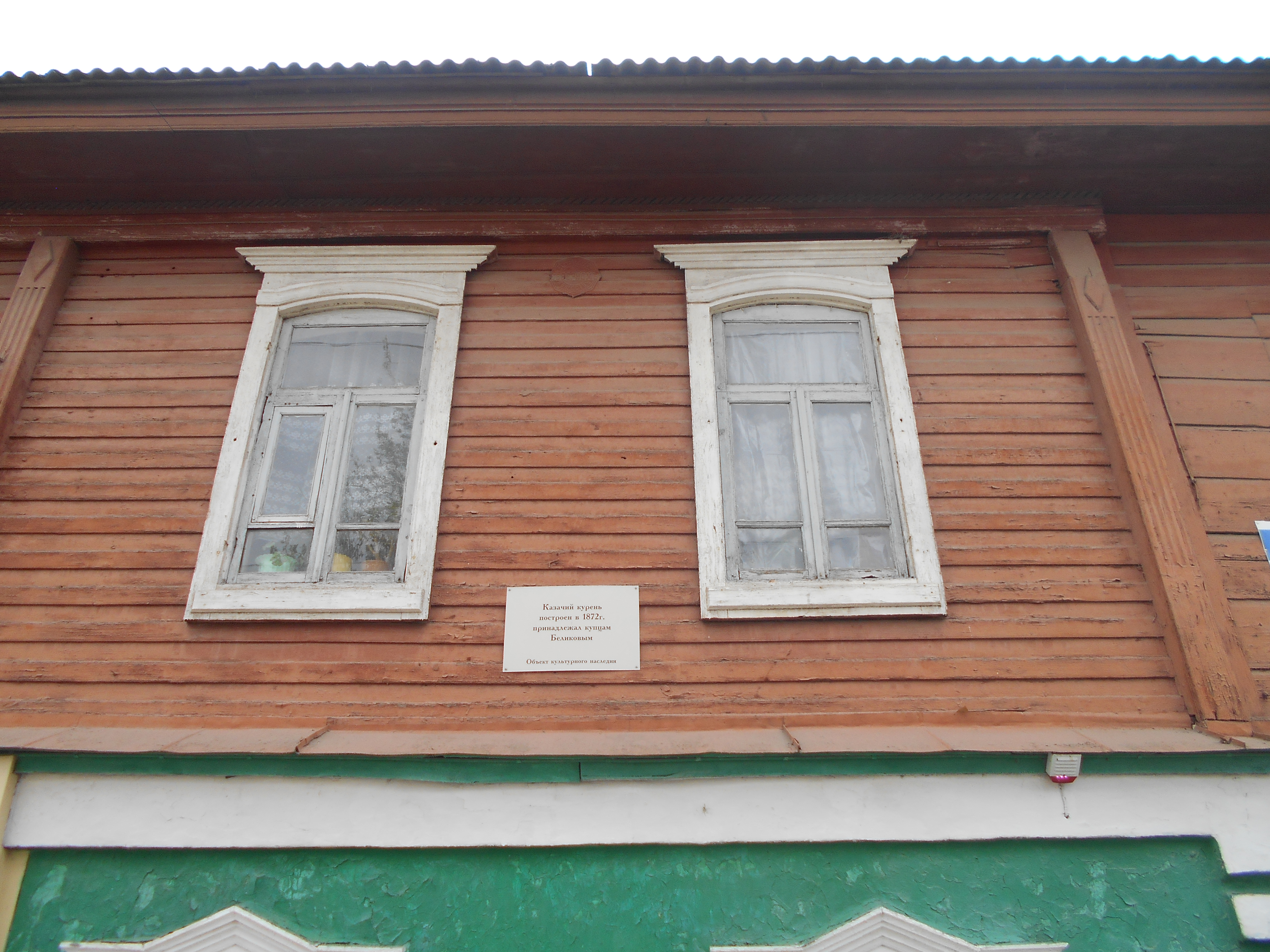
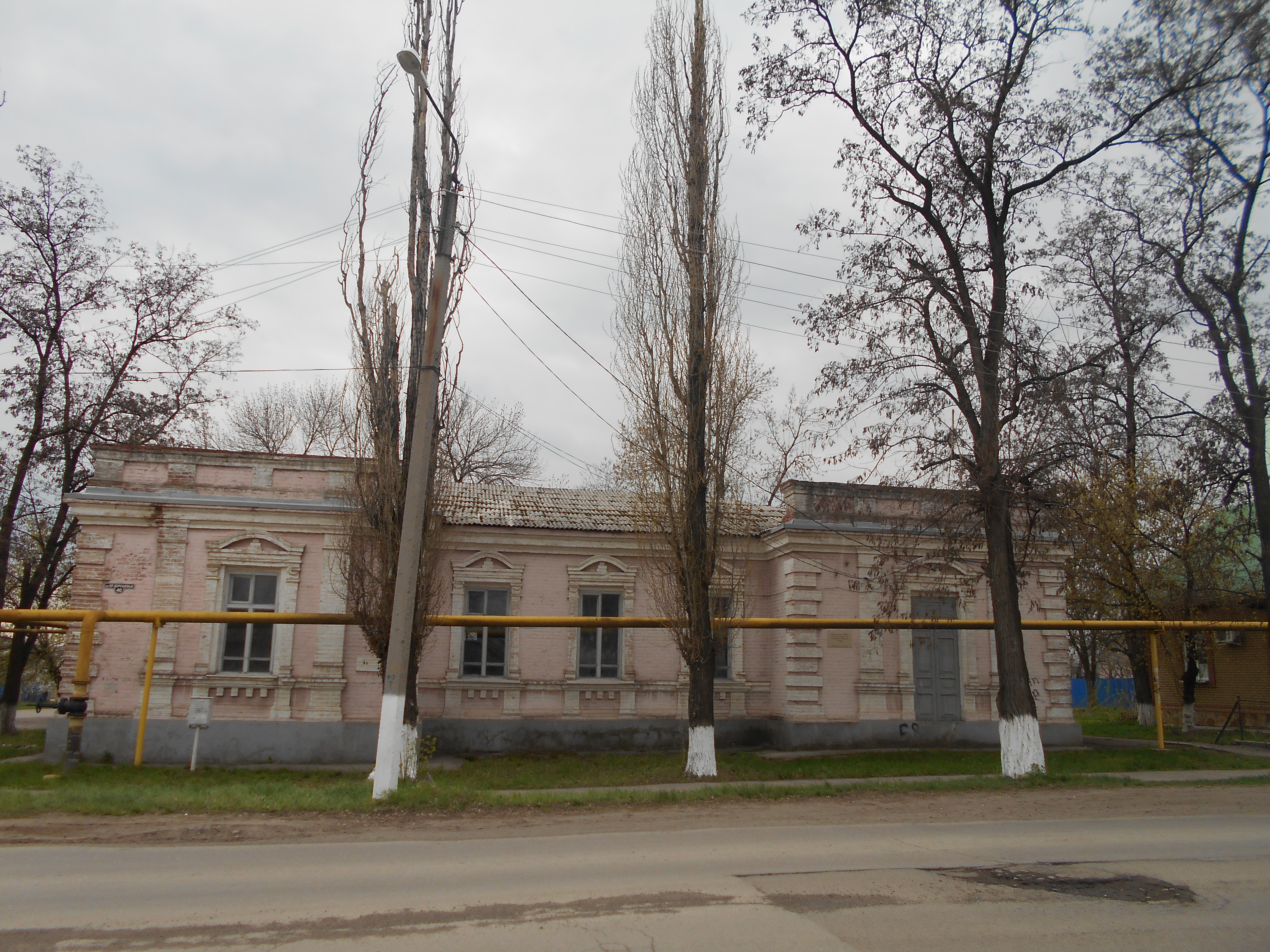
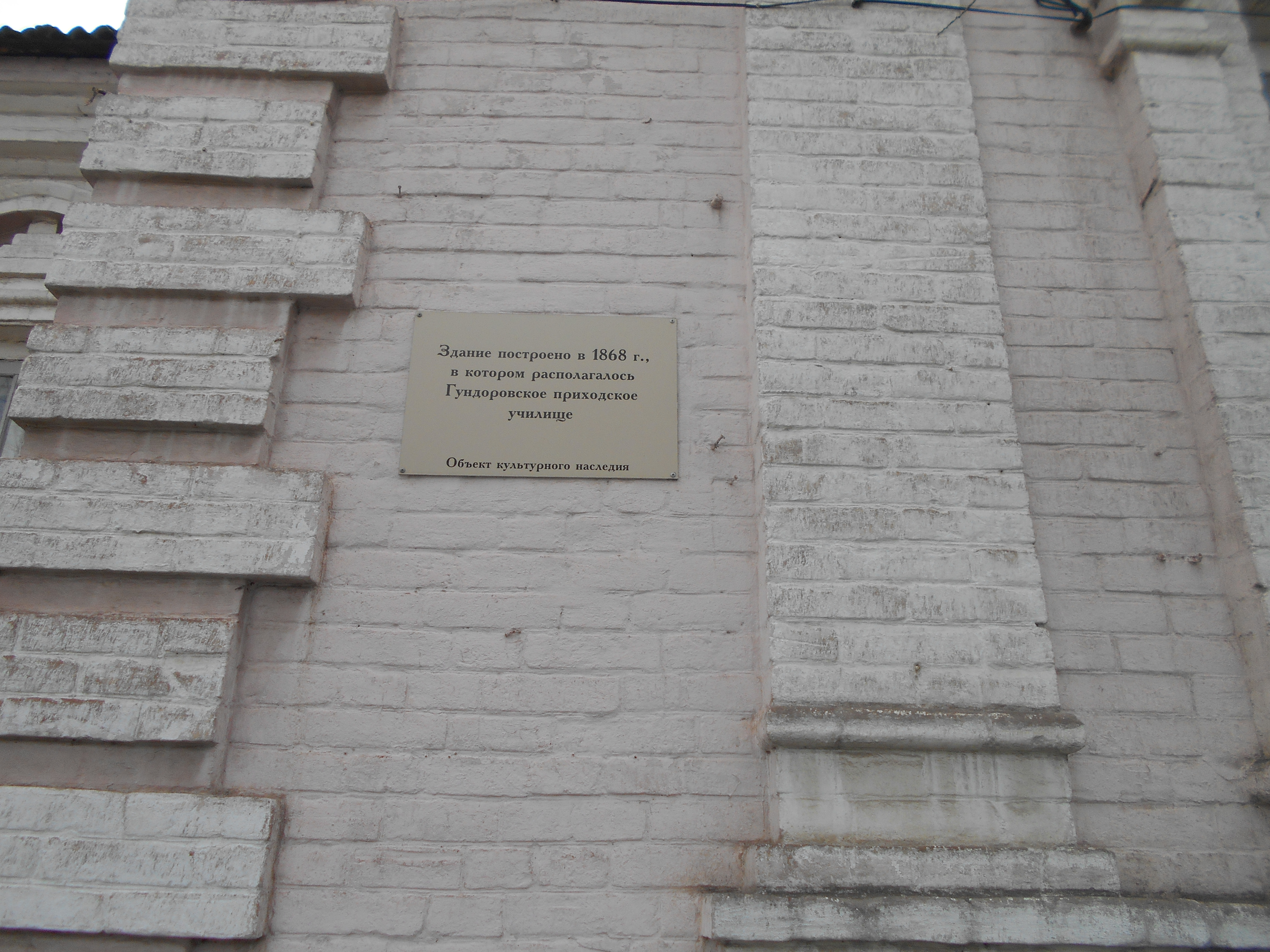
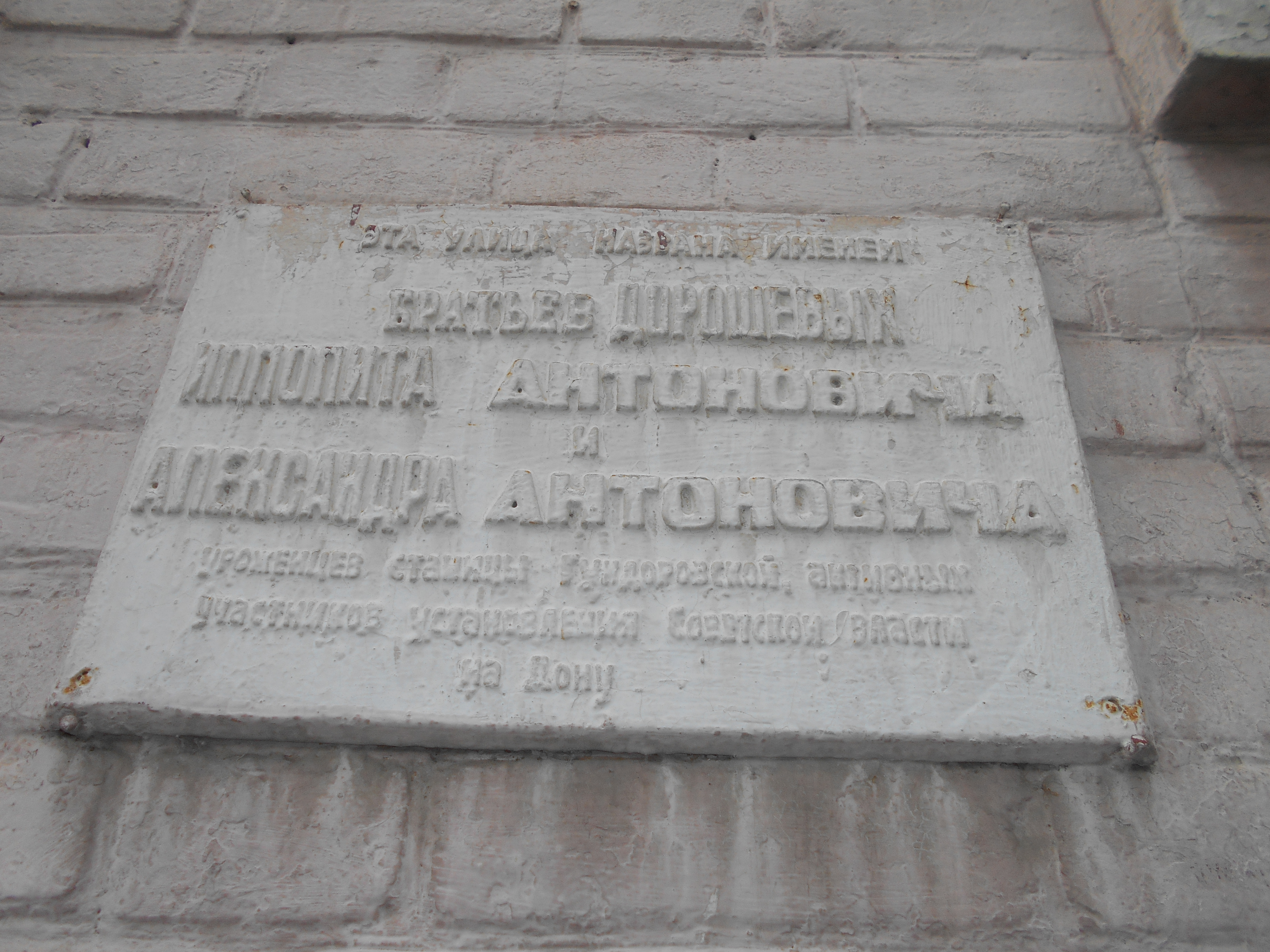
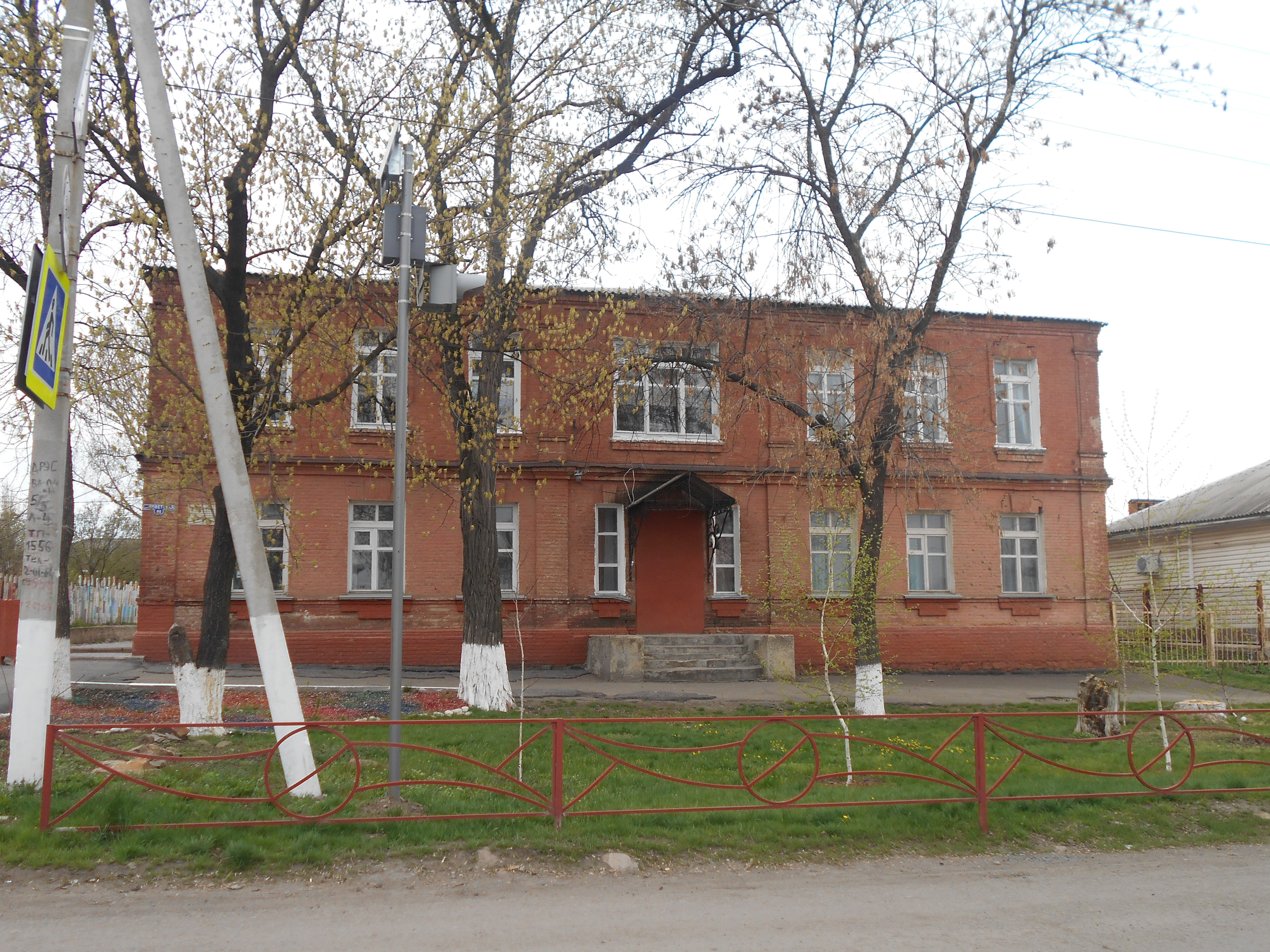
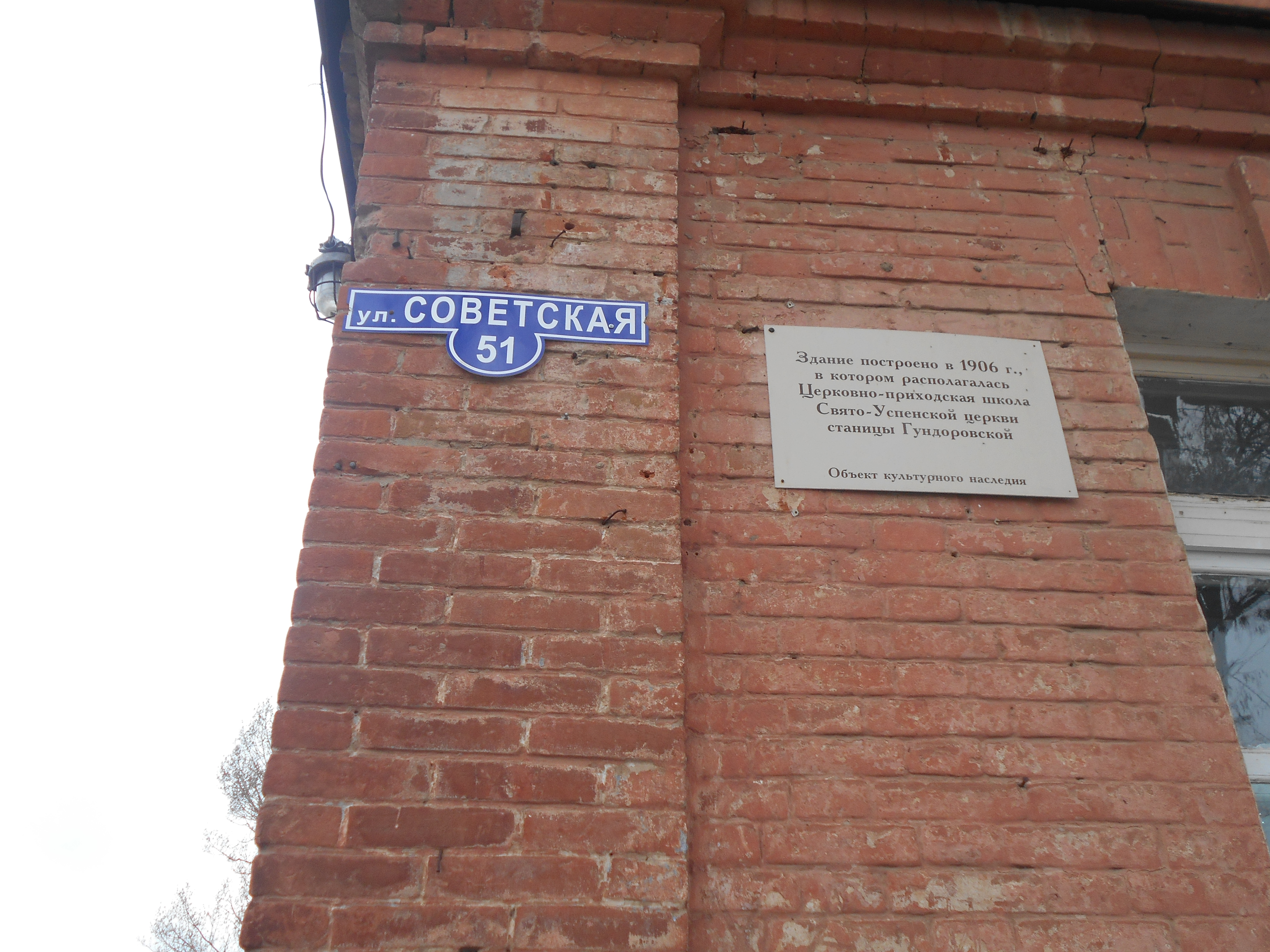
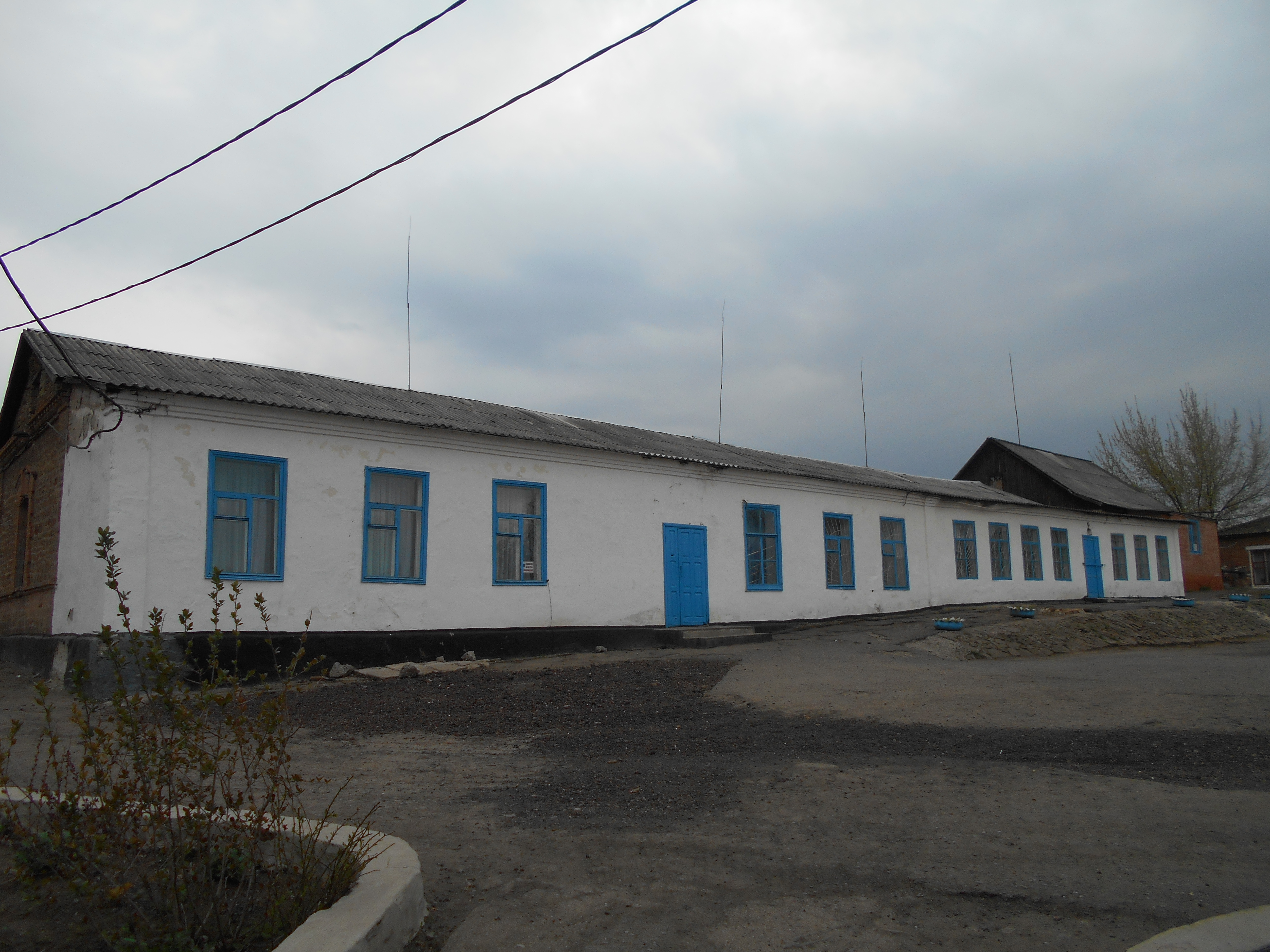
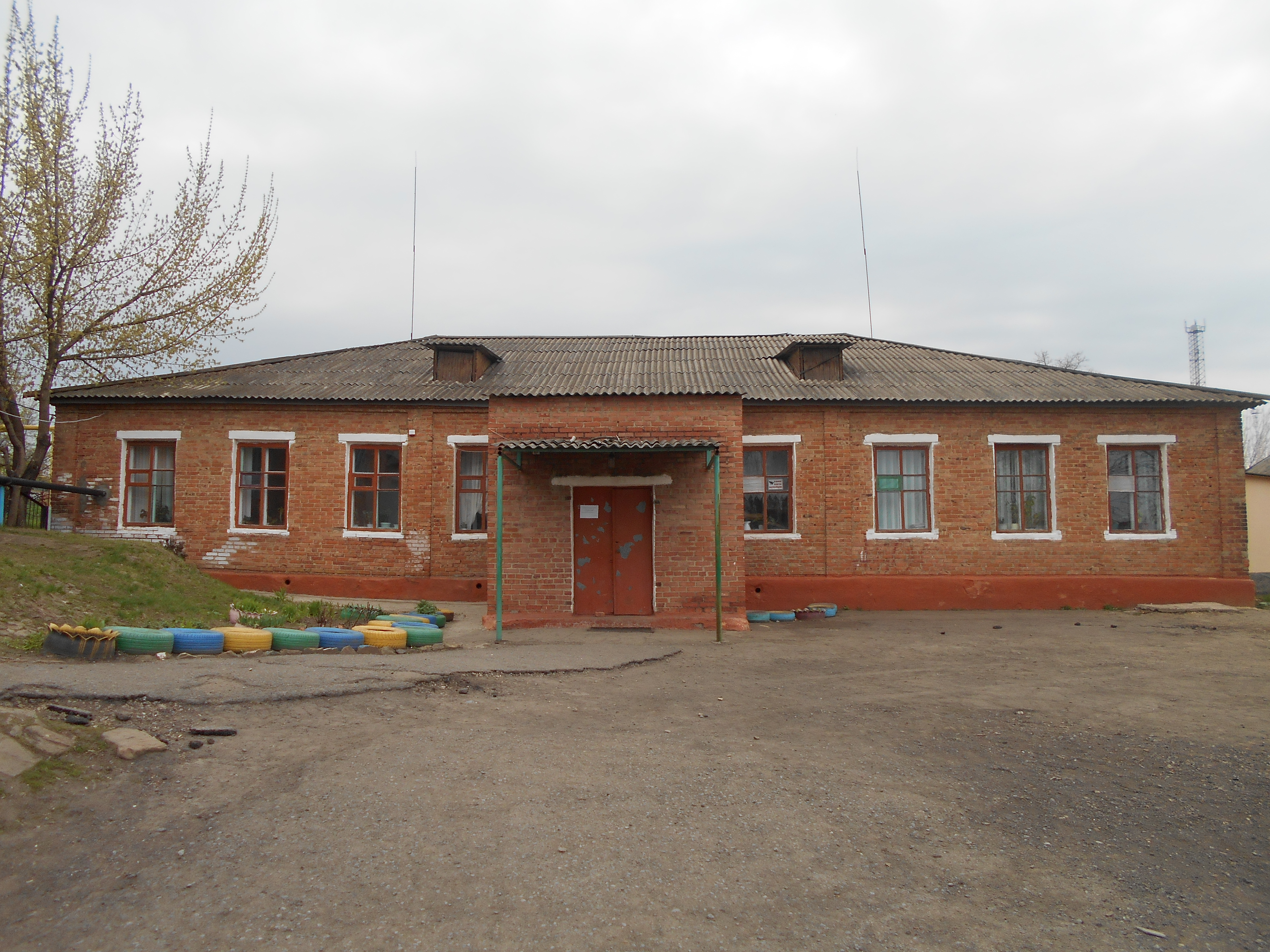
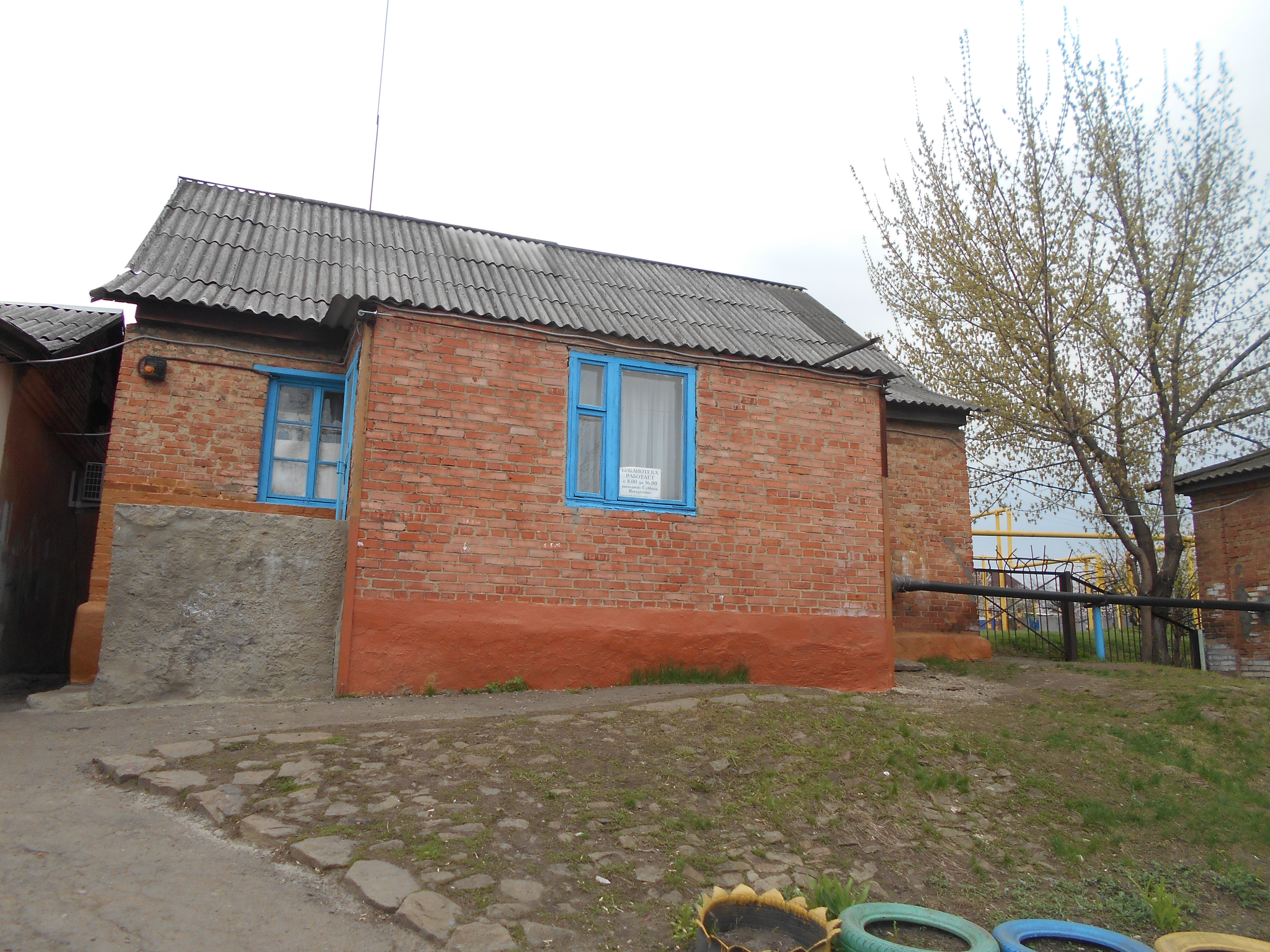